# Győri-medence
A Győri-medence Magyarország nyugati területén, a Kisalföld nevű nagytájunk központi részét alkotja. Győr-Moson-Sopron vármegye területén helyezkedik el.

## Fekvése
Északról természetes határként a Duna választja el Szlovákiától, míg nyugatról Ausztria határolja. Déli, délnyugati határát a Kemeneshát és a Vas–Soproni-síkság alkotja, míg keleti határán a Komárom–Esztergomi-síkság és a Marcal-medence terül el.

## Kialakulása, földrajzi jellemzői
A Kisalföld két fő területre osztható, melynek legtovább süllyedt része a Győri-medence.  Ezt a Duna, Dráva, Répce, Lajta, Rábca, Marcal folyók hordalékukkal teljesen feltöltötték, így  tökéletes síksággá formált Győri-medencét átlagosan 115–125 m tengerszint feletti magasságú tájrészletek alkotják. A Szigetköz a fiatalabb Duna-öntéseken alakult ki, míg a Mosoni-síkság a valamivel magasabban fekvő löszös anyagot is tartalmazó hordalékon.
A Szigetköz talajai megőrizték a Duna öntésanyagának jellegét, és már a felszíntől kezdve karbonátosak. Egy részük fiatal öntés, míg a talajok túlnyomó része öntés réti típusba sorolható. A talajvíz ezeken a helyeken 2 m körül található. Ott, ahol mélyebben van, megindult a mezőségi talajképződés és réti csernozjomok keletkeztek. Az öntéstalajok ásványai között sok a csillám, ami a talajok káliumtőkéjét gazdagítja. A kevés agyag illit és szmektit elegye. A Fertő–Hanság-medence egy része nyílt víz, míg mintegy fele nádas, vagy mocsár. A láptalajok az uralkodók, de a tó körül réti és nyers öntéstalajok, sőt szulfátos szikesek is találhatók. Csatornázással megkísérelték a nedves rétek és mocsarak lecsapolását. A kistáj Nyugati részén, a Balfi-dombságon lajta mészkő van a felszínen, azon barnaföldek, valamint rendzinák keletkeztek. Ezen a dombságon alakult ki a soproni borvidék magva.  A Rábaköz a Rába és a Répce hordalékain épült fel. Mivel a talajvíz mélysége 2 és 4 méter között van a terület nagy részén mérsékelt a hidromorf hatás. Kevés a láptalaj és sok a réti talaj. A talajok nem tartalmaznak szénsavas meszet, ezért gyengén savanyúak. Az ásványok között több-kevesebb szmektit van, ami a talajok repedezését és nehéz művelését okozza, ott, ahol nagy az agyagtartalom.

## Mezőgazdasága
A talajvízből felkúszó kapilláris víz fontos termékenységi elem, ezért a legnagyobb termések a réti talajokon érhetők el. A szántókon az őszi búza, a kukorica, a cukorrépa és a zöldségfélék termesztése terjedt el, amennyiben a felszínhez közeli kavicsréteg nem szólt ez ellen. A lápos réti talajokon és az öntéseken szántóföldi művelés is folyik, míg más része rét és legelő. A termesztett növények széles választéka eredményesen illeszthető a vetésváltásba, amit az állattenyésztést megalapozó szálas takarmánynövények is gazdagítanak.

## Éghajlata
Éghajlata mérsékelten száraz, a napsütéses órák száma átlagosan 1700-1900 óra, csapadék évi mennyisége: 650–550 mm. Évi középhőmérséklet nyugatról kelet felé haladva nő: 9,5 °C - 10 °C. Erőteljes nyugati-északnyugati légmozgás jellemzi, erősen szeles vidék. Kevesebb az aszály és az árvíz, mint az Alföldön.

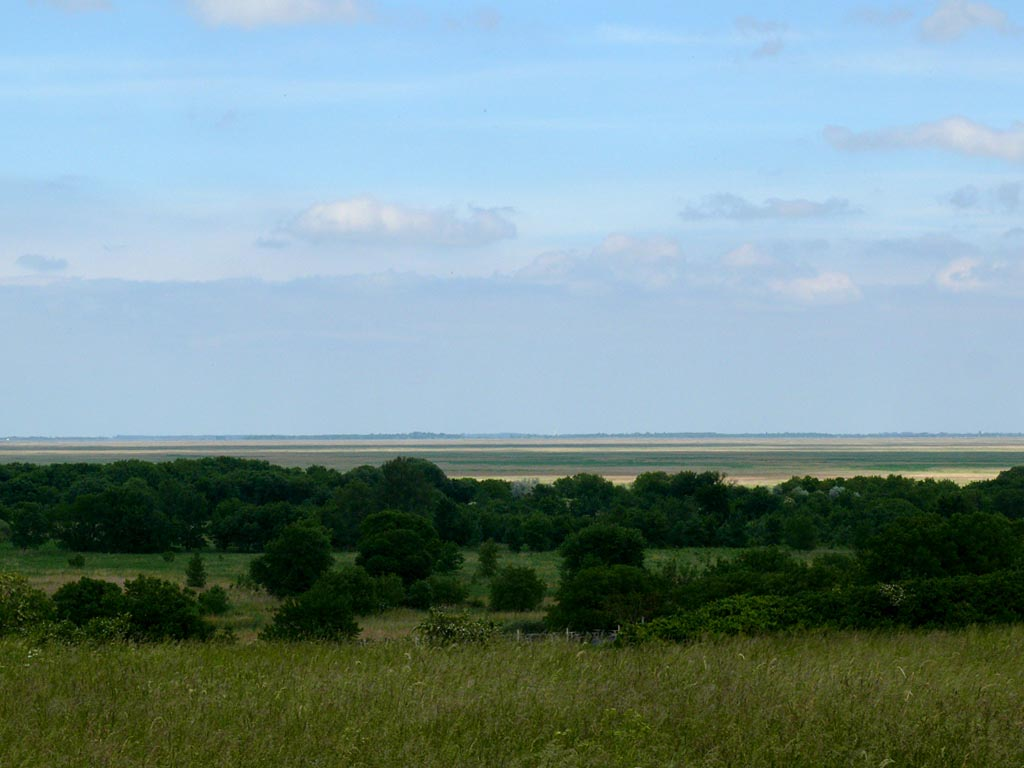
Fertő-medence
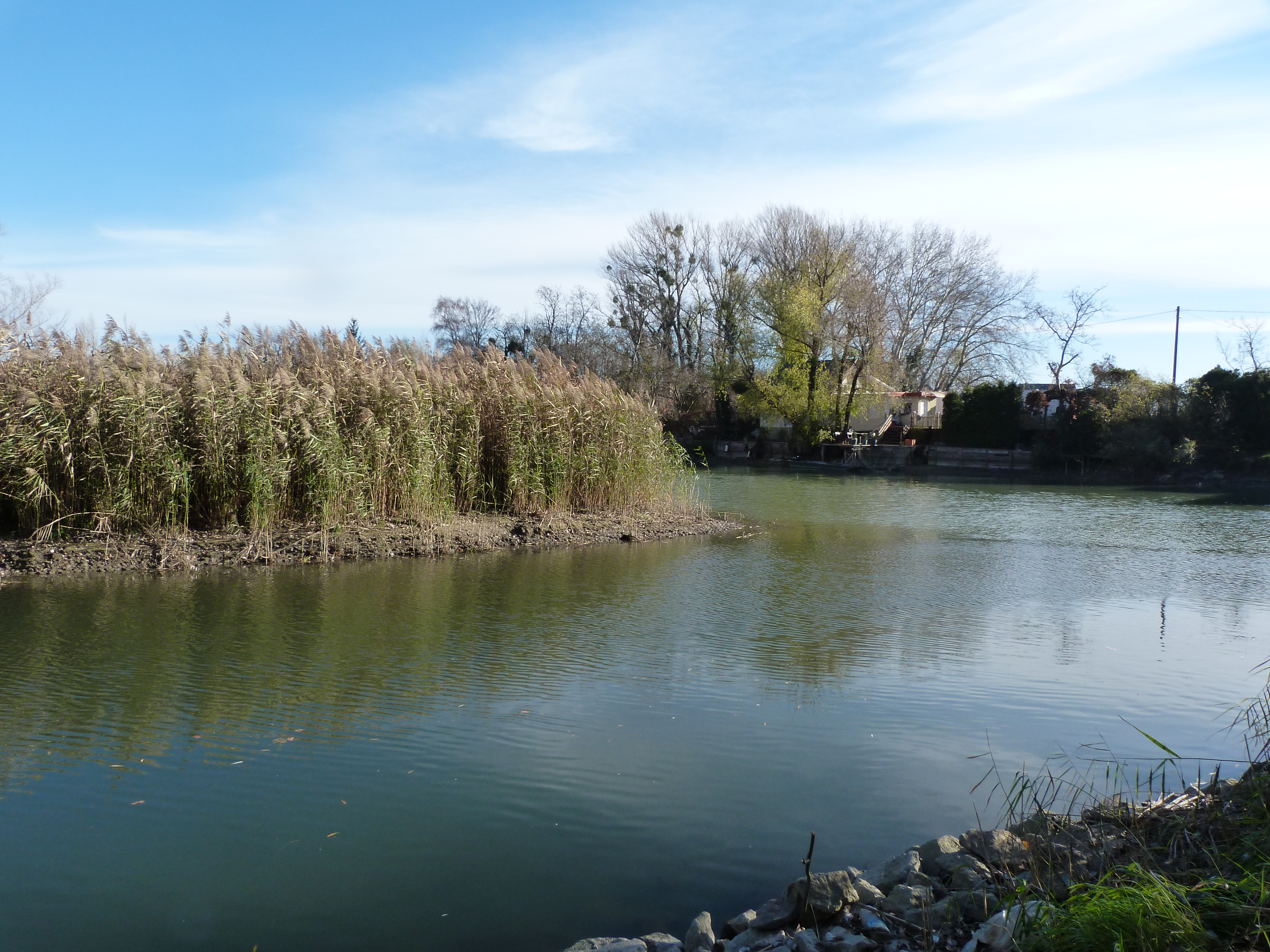
Mosoni-síkság (Lajta és a Mosoni-Duna összefolyása)
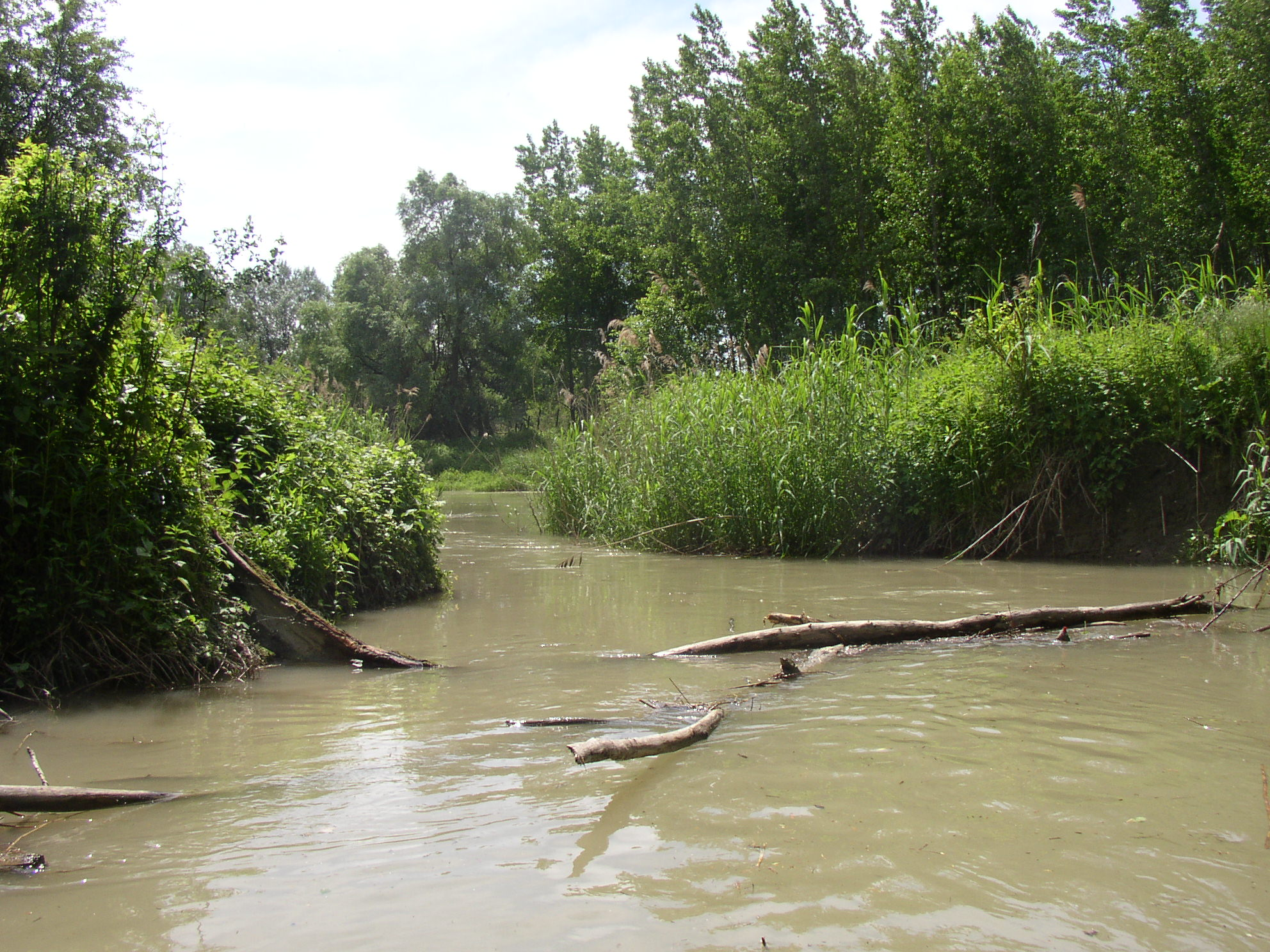
Szigetköz, áradás után
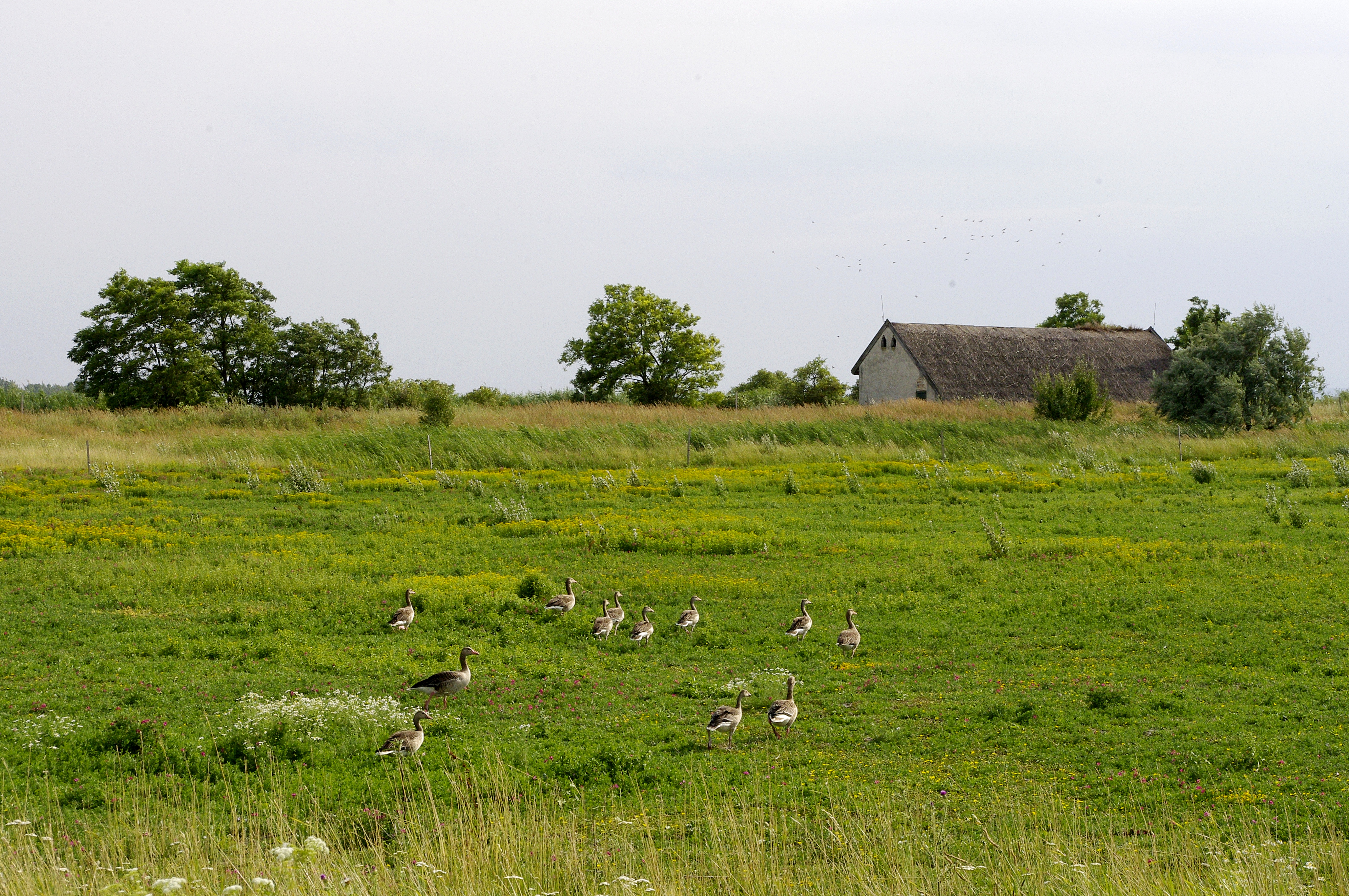
Fertő-Hanság Nemzeti Park
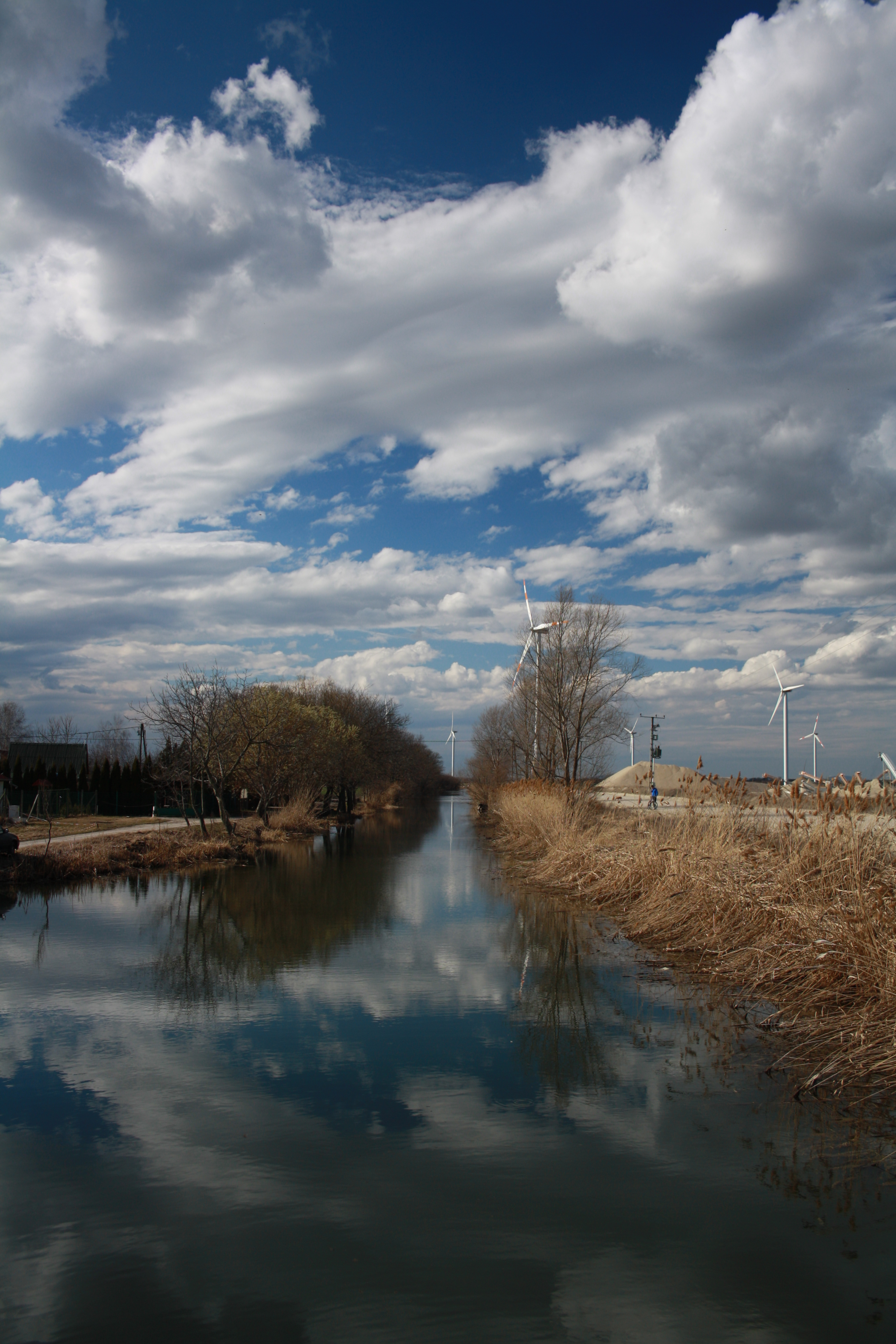
Szélerőmű Mosonmagyaróvár határában
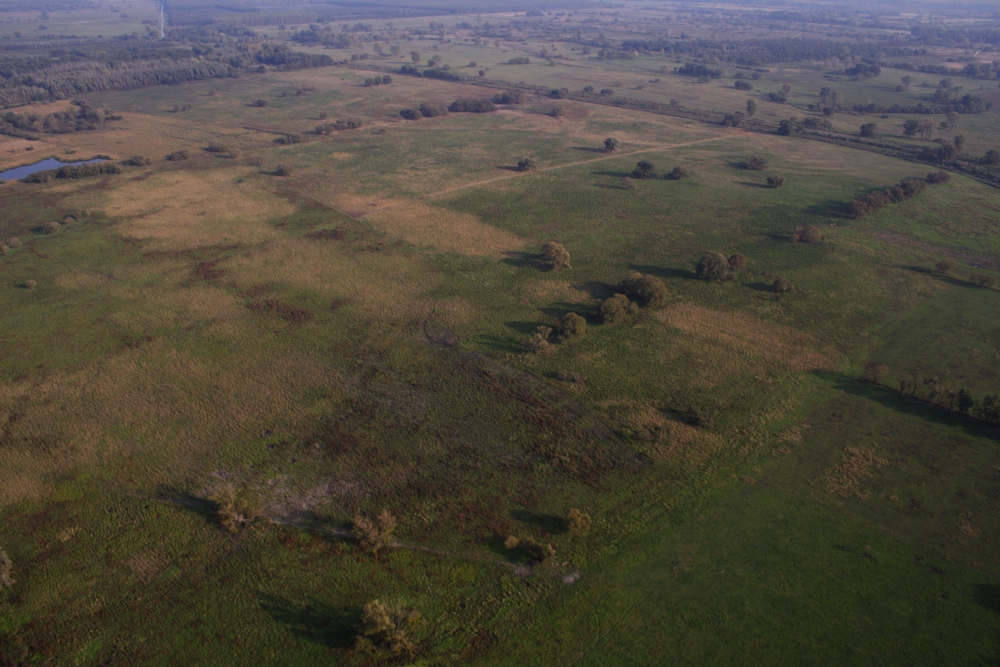
Hanság